# 845 Naëma
845 Naëma, asteroid glavnog pojasa. Otkrio ga je Max Wolf, 16. studenog 1916.

## Vanjske poveznice
- Minor Planet Center